# قافز أفغاني
القافز الأفغاني (الاسم العلمي:Salticus afghanicus) هو نوع من العنكبوتيات يتبع جنس القافز من فصيلة العناكب القافزة.